# キージェ中尉

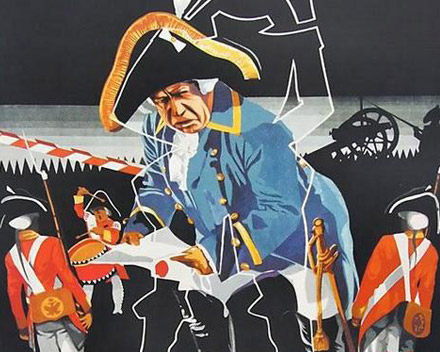

交響組曲『キージェ中尉』（キージェちゅうい、ロシア語:Поручик Киже；英語:Lieutenant Kijé）作品60は、セルゲイ・プロコフィエフが作曲した管弦楽曲。

## 概要
プロコフィエフは1933年にベルゴスキノ映画製作場（現ベラルーシ・フィルム）からの依頼により、同名映画のための音楽を作曲したが、映画が公開された1934年に演奏会用の交響組曲を作った。単なる抜粋ではなく、主題の組み合わせや、オーケストレーションの変更を含むものであり、プロコフィエフ自身は映画音楽を作ることよりも苦労したと語っている。同年に初演された。

映画は、ロシア皇帝パーヴェル1世のもとで起こった、実は存在しない「キージェ中尉」を巡る珍事件の数々を描いた、風刺的・喜劇的な内容のもの。ロシアの作家ユーリイ・トゥイニャーノフの同名小説（ただし、元々のタイトルは『キージェ少尉』Подпоручик Киже）に基づいているが、映画化に際してトゥイニャーノフ自身が脚色している。
この映画の仕事と前後して、プロコフィエフは亡命生活を終えてロシアへの復帰を果たしている。

## 編成
第2曲と第4曲は、バリトン独唱入りと管弦楽のみの2つの版が書かれており、スコアには両方が収録されているが、前者に正規の曲番号が与えられ、後者はその別バージョンの扱いになっている。実際の演奏では管弦楽のみによることが圧倒的に多い。管弦楽の編成は以下の通り。
ピッコロ、フルート2、オーボエ2、クラリネット2、ファゴット2、テナー・サクソフォーン、ホルン4、コルネット、トランペット2、トロンボーン3、チューバ、大太鼓、トライアングル、小太鼓、タンブリン、シンバル、鈴、ハープ、チェレスタ、ピアノ、弦五部

## 構成
5曲からなる。演奏時間は約18分。
1. キージェの誕生（Рождение Киже）
2. ロマンス（Романс）
3. キージェの結婚（Свадьба Киже）
4. トロイカ（Тройка）
5. キージェの葬送（Похороны Киже）

## 備考
- 以下の書籍に原作の日本語訳が収録されている：『ソヴェト短篇全集 第1巻』（新潮社、1955年）[2]
- 日本では「キージェ中尉」の表記が定着しているが、より正確には「キジェー」である。
- 藤子・F・不二雄のマンガ『エスパー魔美』の「ウソ×ウソ=?」（アニメ版は「ウソ×ウソ=パニック」）は、この物語をベースに描かれている。劇中でも音楽と物語が紹介されている。

## 使用
- 本曲にミハイル・フォーキンが振付けたバレエ『ロシアの兵士』(Russian Soldier)がアメリカン・バレエ・シアターによってボストン・オペラ・ハウスで1942年に上演された[3]。
- ソーター・フィネガン楽団 (Sauter-Finegan Orchestra) の「真夜中のそりすべり」（Midnight Sleighride、1952年）は「トロイカ」のジャズ編曲で[4]、アメリカではこの題で呼ばれることが多い。映画『犬ヶ島』（2018年）の中で使用されている。
- 映画『ウディ・アレンの愛と死』（1975年）はナポレオン戦争時代のロシアを舞台にした作品でロシア音楽が使われているが、中でも「トロイカ」はオープニングとエンディングほかに使用されて重要な役割を果たしている[5]。
- グレッグ・レイクのソロデビュー曲「夢見るクリスマス」（1975年）の中で「トロイカ」が使われている。
- スティングのアルバム「ブルー・タートルの夢」（1985年）に収録された「ラシアンズ」は、第2曲「ロマンス」をアレンジしたものとなっている。
- 戦後間もない頃の『日本ニュース』のテーマ曲として「トロイカ」が一時期使用された。